# Testování elektronických součástek
Testování elektronických součástek je soubor měření za účelem zjištění, jestli testovaná součástka odpovídá požadovaným parametrům, provádí se na zařízení, zvaném tester. Kromě testování součástek při jejich výrobě se testování provádí při vstupní kontrole v oblastech, kde záleží na stoprocentní kvalitě - letectví, kosmonautika, vojenství, automotive.